# Deutsch-Griffen
Deutsch-Griffen – gmina w Austrii, w kraju związkowym Karyntia, w powiecie Sankt Veit an der Glan. Według Austriackiego Urzędu Statystycznego liczyła 950 mieszkańców (1 stycznia 2015).

## Współpraca
Miejscowość partnerska:
- Utenbach – dzielnica Apoldy, Niemcy